# Ihor Jadłoś
Ihor Iwanowycz Jadłoś, ukr. Ігор Іванович Ядлось, ros. Игорь Иванович Ядлось, Igor Iwanowicz Jadłoś (ur. 12 kwietnia 1970 w Tarnopolu) – ukraiński piłkarz, grający na pozycji pomocnika, a wcześniej napastnika.

## Kariera piłkarska

### Kariera klubowa
W 1988 roku rozpoczął karierę piłkarską w miejscowej Nywie Tarnopol, skąd w następnym roku przeszedł do Podilla Chmielnicki. W 1991 na krótko powrócił do Nywy Tarnopol, po czym przez następne 4 lata występował w Podilla Chmielnicki. Na początku 1995 wyjechał za granicę, gdzie bronił barw rosyjskiego Okieanu Nachodka, a potem kazachskiego i szwedzkiego klubów. Latem 1997 zasilił skład Karpat Lwów. W 1998 zakończył karierę piłkarską w FK Winnica. Potem wyjechał za granicę, gdzie grał w amatorskich zespołach, m.in. VfB Sangerhausen.

## Sukcesy i odznaczenia

### Sukcesy klubowe
- brązowy medalista Mistrzostw Ukrainy: 1998